# Paolo Magni
Paolo Magni   (c. 1650 - Milà, 21 de febrer de 1737) fou un compositor italià. No hi ha notícies sobre els orígens d'aquest important compositor, actiu a Milà entre finals del segle xvii i principis del xviii.
La hipòtesi, presentada per Boorman(The New Grove Dict.), que Paolo Magni pot ser fill de Bartolomeo Magni, la impressora musical Ravenna activa a Venècia en les primeres dècades del segle xvii, no troba cap verificació. Tampoc se'ls dona per entrellaçar el parentiu amb el contemporani Giuseppe Magni, confós amb Paolo en els primers lèxics. D'aquest Giuseppe és conegut només el llibret anònim de Decio a i Foligno, 1697, una òpera atribuïda a ell per Giovanni Cinelli Calvoli que diu que és organista de la catedral de Foligno.
La sol·licitud de jubilació del Magni, primer des del càrrec d'organista de la catedral (1716) i després com a mestre de capella de la cort ducal (1718), feta presumptament després dels seixanta-cinc anys d'edat, així com la seva data de mort, va donar fe del 21 de febrer de 1737, fer genèric 1650 raonable com el presumpte any de naixement. Probablement s'exclou que Magni és l'autor de la música de Gratitud Humana (1670), en part supervivents a l'Arxiu Borromeo d'Isola Bella.
L'òpera, al llibret de Carlo Maria Maggi, instal·lada al teatre privat de Vitaliano Borromeo, a isola Bella al llac Maggiore, va ser modificada i reviscuda uns anys més tard com a Business and Loves, també a Isola Bella (1674) i més tard en la temporada pública de carnaval 1675 del "Teatre Regio di Milano". El llibret d'aquesta última actuació milanesa atribueix la música a Magni i Carlo Borzio (o Borri), mestre de capella a Lodi. No obstant això, el pròleg original, escrit a Isola Bella, esmenta només un compositor, que, potser per ficció literària, es diu que és molt ridícul: "tanca les mans! Fins i tot de la seva punyalada / dura la tomba istoria, / i aquesta illa encara ho recorda". L'únic nom que apareix en els mapes de l'Arxiu Borromeo és el de Borzio i, per tant, és probable que Magni hagi tornat a la música només per a l'actuació de 1675.
D'altra banda, el 1670 Magni havia de ser massa jove perquè se li assignés la redacció de tota una obra; uns anys més tard, però, com a mestre al clavicèmbal i superintendent de l'orquestra de la cort (la del Teatre Regio) sens dubte podria "actualitzar" les partitures destinades a actuacions públiques. Una carta de maig de 1674 de V. Borromeo a Giovanni de Cabrera y Toledo, comte de Melgar, governador de Milà des de 1678 (Carpani, pàg. 106), dona notícies del paper de Magni. En referència a la partitura de la Bianca di Castella (llibret de Maggi, música de Francesco Rossi), representada l'anterior carnaval, s'espera que amb motiu d'un ressorgiment l'obra es farà "ben entesa i amb les seves advertències de Pavolo Magni que haurà d'acompanyar amb so la comèdia i supervisar les distribucions i disposicions de les parts": un paper que ja el revela com una figura destacada dins de l'orquestra, si no només mestre de capella.
Després de Negocis i Amors, durant molts anys no hi ha altres notícies de la seva activitat al Regio; la seva participació en l'òpera Aenea a Itàlia el 1686, la informació reportada potser per error per Stieger i benvinguda per Walker no està confirmada. Les obres instal·lades a Milà en els últims anys són gairebé totes importades de Venècia i no és poc probable que el Magni, en la preparació dels materials orquestrals, havia rebut l'encàrrec de substituir els aires o adaptar recitatius.
El Motet en una sola veu, Ad pugnas o furie va aparèixer a Milà el 1679, i de nou el 1681, per als tipus de Francesco Vigoni (la Nuova raccolta de' mottetti sacri, comissariada pel seu fill Carlo Federico Vigoni). Va ser l'inici de l'activitat del Magni en l'àmbit eclesiàstic, que el 1686 li va permetre obtenir el lloc en el segon orgue de la catedral (concurs del 29 de gener, ordenació de 31) per passar dos anys més tard al primer òrgan, primer encomanat a Teodoro Casati.
El 1691 - un episodi que el revela com un compositor molt apreciat a la cort - se li va encarregar l'oratori I sacri spousali di Maria con s. Giuseppe del futur virrei de Sicília, Carlo Antonio Spinola, fill de l'exgovernador de Milà Paolo Spinola Doria, i marit d'Isabella de la Cerda, a qui el 1694, L'Aiace li serà dedicat amb música de Magni. De l'oratori, ofert amb motiu de la visita de l'Ambaixador Imperial per a la coronació de Josep d'Habsburg com a rei dels romans (Augusta, 1690), només queda el llibret.
L'any següent va participar en l'obra de N. Minato Scipione, Africano com es pot veure des del llibret: "els arquitectes són el Senyor. Dij. Ambrogio Leinati va anomenar Carlo Ambrogio Lonati en l'acte un i en el principi del tercer; en La Segona Llei i per ordre del tercer, el Sr. Söderman va ser membre de la Junta del Parlament Europeu. El 1997, el govern de Las Magni. Aquest mateix any es va representar Lodi, però encara com a producció de l'impresari del Regio, Endimione del lodigiano Francesco de Lemene, a qui Magni va contribuir amb la música del primer acte (el segon i últim va ser assignat a Giacomo Griffini, "mestre di cappella dell'Incoronata di Lodi"). L'obra va ser impresa immediatament després de dos fullets, un del local Carlo Antonio Savesi (1692) i un altre (1693) dedicat al bibliotecari del Gran Duc de Toscana, Antonio Magliabechi, per l'impressor milanès Carlo Giuseppe Quinto.
La temporada de carnaval de 1693 va saltar per un dol a la cort, i per a l'any següent apareix de nou el nom de Magni que, amb els habituals Lonati i Francesco Ballarotti, va compartir les càrregues de la segona obra de la temporada, L'Aiace, obra nova de Pietro Averara per a les cordes del primer home Domenico Cecchi anomenat Cortona, un castrat admirat i assidu de l'escena milanesa des de 1689. La música - un cas excepcional per a les obres de la Royal - s'ha conservat, i mostra una escriptura plena de virtuosisme, potser estimulada per la qualitat dels intèrprets. L'obra va tenir un èxit extraordinari, tant és així que la Gazzetta di Milano ho esmenta tres vegades, recordant la "innombrable competència també de la forastieri". Magni va haver de contribuir a la fortuna de l'òpera si el següent carnaval s'encarregava d'escriure íntegrament la música de Radamisto o La fede nelle sventure (poema del marquès Manfredo Trecchi). El mateix llibret lloa la "vaga composició musical" del Sr. Trump. Paolo Magni mestre de capella en aquesta direcció i cort ducal", testificant per primera vegada al paper, reconegut oficialment. Per precedir Magni com a mestre de la capella de la cort havia estat T. Casati, a qui Magni havia substituït set anys abans a l'orgue de la catedral: per tant, és possible que Magni hagués assumit ambdues posicions des de desembre de 1688. xxx
Fins a mitjans dels anys 10 del segle xviii, quan va arribar a la jubilació, Magni va continuar component per als conjunts del Regio. Els llibretes no sempre l'esmenten explícitament i el que es documenta s'ha de considerar només una petita part de la seva activitat.
A més del Radamisto, només tres altres obres, totes de P. Averara, es diuen completament seves: Amfione (1698); Admetus re di Thessaly (1702), sobre un nou llibret ("la música capritxosa i virtuosa del senyor Paolo Magni"), i Agrippina (1703), adaptació d'Averara de Nero de Matteo Noris ("música excel·lent, treball de molts dies" del famós Paolo Magni"). En la resta de casos es tracta de col·laboracions: Ariovisto (1699) també d'Averara ("La música va ser composta el primer acte per Antonio Perti, el segon i part del tercer per Paolo Magni, la resta per Francesco Ballarotti"); Teuzzone (1706), nou llibret d'Apostolo Zeno, els dos darrers actes musicats per Clemente Monari i Tito Manlio (1710), llibret de M. Noris, els dos darrers actes musicats per Andrea Stefano Fiorè. Aquesta última és l'altra obra, juntament amb L'Ajax, la música de la qual també sobreviu.
Magni també va participar en actes celebratius, com el de 1696 titulat Etna festivo, pel naixement del primogènit d'Isabella de la Cerda, en col·laboració amb altres 18 compositors, de tant en tant va escriure música per a produccions fora de la ciutat: no obstant això, és dubtós el cas de la Cleopatra vigent (1700), representada al teatre "S. Giacomo de Novi", presentat per Quadrio i Schmidl sobre la base d'un esquiva llibret. D’altra banda, és certa la representació Pavià de Meleager (1705), llibret anònim que podria coincidir amb l'homònim de Pietro Antonio Bernardoni musicat per Marc' Antonio Ziani l'any següent; aquí Magni va col·laborar amb Antonio Francesco Martinenghi (1r acte) i Bernardo Sabadini (3r acte).
La carrera de Magni, potser també pel seu mèrit, va coincidir amb un període de fortuna i una contínua renovació del teatre milanès, que va conduir a les glòries del Regio del segle xviii. El 1685, l'administració Piantanida, atesa l'extraordinària afluència d'estrangers, va estendre la temporada també al període estival i es va disposar a erigir, l'any següent, un nou teatre al perímetre de la sala principal del palau. Les temporades 1686/87 van proposar simultàniament les paraules "Regio teatro" (l'habitual cap a la catedral) i "Regio teatro nuovo" (la més gran, construïda on hi havia la sala del jutjat). El 1688 la distinció va cessar, aparentment a causa dels costos insostenibles del "Nuovo", que va quedar fora d'ús per un incendi el 1695. Més tard, la família Piantanida va reestructurar de nou el "teatre al saló" i el 1699 van transferir tots els representacions d'òpera. El 1708 un nou incendi va obligar a tornar a l'antiga seu actualment anomenada "Teatrino", fins al 1717, quan es va restaurar la sala anomenada ara "Nuovo regio ducal teatro", temple indiscutible de l'òpera milanesa fins a La Scala.
El 1716, Magni va deixar el càrrec de primer organista de la catedral a Giovanni Battista Busti, mantenint el seu sou. De la mateixa manera, dos anys després, tan aviat com es va reconstruir el nou Regio, va ser substituït pel milanès Giuseppe Vignati, tot i que al principi va considerar el successor a Francesco Messa, el menys conegut. Com el 1679, quan una col·lecció de l'impressor F. Vigoni va obrir la seva carrera a Magni, també ara, a la conclusió de la paràbola compositiva, una altra col·lecció de la mateixa, Armonie di Pindo (1712), que inclou una cantata per a solista. veu del compositor (Tot és dolç per a aquells que estimen bé): decreta la fi del petit nombre de peces de Magni que sobreviuen.
Com ho demostra una ordenació capitular de la catedral en què el seu sou es reverteix definitivament a Busti, M. va morir a Milà el 21 de febrer. 1737.